# Крутиково (Ивановская область)
Крутиково — деревня в Пестяковском районе Ивановской области России, входит в состав Пестяковского сельского поселения.

## География
Деревня расположена в 7 км на юг от райцентра рабочего посёлка Пестяки.

## История
Деревня Крутиково-Исаково впервые упоминается в 1621 году в жалованной грамоте царя Михаила Федоровича князю Д.М. Пожарскому. 
В конце XIX — начале XX века деревня входила в состав Пестяковской волости Гороховецкого уезда Владимирской губернии, с 1925 года — в составе Шуйского уезда Иваново-Вознесенской губернии. В 1905 году в деревне значилось 13 дворов.
С 1929 года деревня входила в состав Вербинского сельсовета Ландеховского района, с 1931 года — в составе Пестяковского района, с 1968 года — в составе Пестяковского сельсовета, с 2005 года — в составе Пестяковского сельского поселения.

## Население
| 1905 | 2010 |
| ---- | ---- |
| 59   | ↘3   |